# Mohamed Ihab
Mohamed Ihab Youssef Ahmed Mahmoud (21 de novembro de 1989) é um halterofilista egípcio, medalhista olímpico. 

## Carreira
Mohamed Ihab competiu na Rio 2016, na qual conquistou a medalha de bronze na categoria até 77kg.